# Réparsac
Réparsac település Franciaországban, Charente megyében. Lakosainak száma 617 fő (2022. január 1.). Réparsac Chassors, Houlette, Nercillac, Sainte-Sévère, Sigogne és Val-de-Cognac községekkel határos.

## Népesség
A település népessége az elmúlt években az alábbi módon változott:
| Lakosok száma | 451  | 490  | 531  | 562  | 637  | 629  | 601  | 595  | 589  | 617  |
|               | 1968 | 1982 | 1990 | 2006 | 2013 | 2015 | 2017 | 2019 | 2020 | 2022 |